# 크리스틴 렌튼

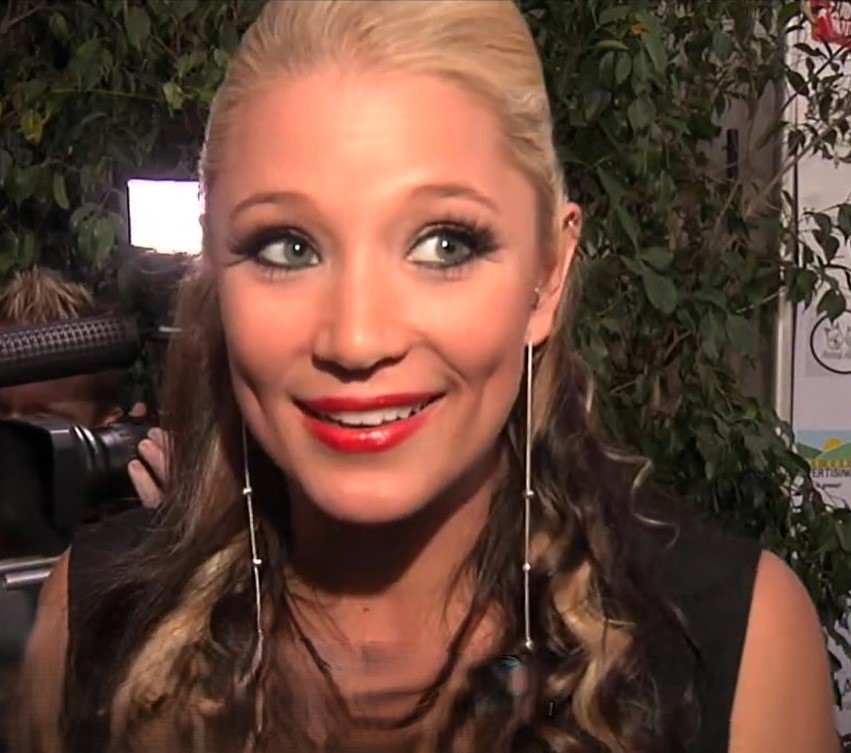

크리스틴 렌튼(Kristen Renton, 1982년 9월 14일 ~ )은 미국의 배우, 텔레비전 배우, 영화배우이다.
덴버에서 태어났다.

## 영화
- 배틀 스카스 (2015년)
- 걸 앳 더 도어 (2013년) - 소피아 역
- 멘트 투 비 (2012년)
- 굴스 (2008년) - 제니퍼 역
- 선스 오브 아나키 (2008년)
- 인 더 믹스 (2005년)
- 우리 생애 나날들 (1965년)